# اولیویا راولینسون
اولیویا راولینسون (به انگلیسی: Olivia Rawlinson) (زادهٔ ۲۶ اکتبر ۱۹۹۲) شناگر اهل جزیره من است.